# Renzo Pasolini
Renzo Pasolini (Rimini, 18 de julho de 1938 –– Autodromo Nazionale di Monza, 20 de maio de 1973) foi um motociclista italiano.

## Biografia
Talentoso, o pequeno Paso (como também seria chamado) herdou a paixão do pai pelo motociclismo e seguiu os mesmos passos. Seu pai, inclusive, ficaria conhecido nos anos 1950 quando quebrou o recorde mundial de velocidade com uma Aermacchi, na categoria 175cc. Apesar disso, sua primeira paixão seria o motocross, o qual disputaria alguns campeonatos. Porém, trabalhando na fábrica da Aermacchi, sua paixão acabaria mudando e seguindo a do seu pai.
Seu primeiro contato com motos de pista aconteceu, ironicamente, em Monza, num teste realizado durante o ano 1961. Logo no ano seguinte, disputa sua primeira competição oficial na nova categoria, o campeonato italiano, na categoria júnior, com uma Aermacchi 175, conseguindo duas vitórias.
Em 1963, recebendo apoio da fábrica da Aermacchi, faz sua estreia no mundial, disputando o GP da Itália na categoria 350cc. No ano seguinte, disputa mais algumas provas no mundial, tanto na 350cc quando na 250cc. Seu desempenho durante esse ano foi o suficiente para se tornar o piloto oficial da Aermacchi.
Como piloto oficial, ele inicia a temporada 1966 muito bem, obtendo em sua única corrida na categoria 250cc um terceiro lugar. Na 350cc, consegue subir ao pódio duas vezes em cinco corridas disputadas e, mesmo ficando de fora de outras cinco, termina em terceiro no mundial. Apesar da boa temporada, e iniciar uma outra bem, obtendo dois terceiros lugares nas três corridas que disputou nas 350cc, deixa a equipe para defender a Benelli nas 500cc. Na única corrida em que participou no mundial, não conseguiu se classificar para a fase final, na TT da Ilha de Man. No entanto, disputando o campeonato italiano, conseguiu sua primeira vitória nas 500cc com a Benelli.
1968 iria começar melhor para Paso, conseguindo mais uma vitória no campeonato italiano, deixando em segundo Giacomo Agostini, iniciando uma rivalidade que marcaria o motociclismo italiano. No mundial, disputou as três principais categorias. Nas 250cc, participou de duas corridas, obtendo um segundo e um terceiro lugares, terminando o campeonato em sexto. Nas 350cc, conseguiria seu melhor resultado na categoria, quando terminou com o vice-campeonato, após terminar em segundo nas três corridas que disputou. O título, acabou ficando nas mãos de outro italiano, o seu novo rival Giacomo Agostini, assim como nas 500cc, onde Pasolini ficou em segundo na única corrida que disputou.
Em 1969, participou apenas das 250cc, vencendo três das quatro corridas que disputou. Suas chances de título acabariam indo água abaixo por conta de um acidente no GP da Finlândia, que o tirou do restante do campeonato, que terminaria tendo como campeão seu companheiro de equipe, Kel Carruthers. Pasolini teve que amargar um quarto lugar no mundial. Ainda disputaria mais uma temporada pela equipe, terminando o campeonatos - nas 350cc - em terceiro, vendo o título ficar novamente com Agostini. Retornou, então, à Aermacchi em 1971, que agora tinha como parceira a Harley-Davidson.
Por conta do desenvolvimento de uma nova moto, acaba disputando apenas uma corrida no ano, nas 250cc. No ano seguinte, teria um grande campeonato. Disputando novamente as 250cc e 350cc, disputaria ambos os títulos, mas tendo que se contentar com o vice-campeonato nas 250cc, perdendo o título por um ponto para Jarno Saarinen e, o com um terceiro lugar nas 350cc, atrás de Agostini e Saarinen, respectivamente. Porém, no campeonato italiano, Renzo detona nas duas categorias, obtendo nove vitórias, doze segundos lugares e seis terceiros.
1973, no entanto, acabaria sendo um ano trágico para Pasolini. Sendo um dos favoritos ao título por causa da nova 350 refrigerada a água criada pela Harley, em sua segunda disputa no campeonato, no GP da Itália - disputado no Autodromo Nazionale di Monza, quando estava disputando a liderança da prova com Saarinen (que estava em segundo), acaba escorregando na pista por conta do óleo de um acidente anterior (nas 350cc) que não fora dado atenção pelos responsáveis da prova, e, Saarinen estando muito próximo, não conseguiu desviar Renzo, acertando e matando o italiano na hora. Saarinen também acabaria morrendo fatalmente no acidente.
Como forma de homenagem à Pasolini, Massimo Tamburini, projetista da Ducati, produziu entre os anos 1984 e 1985 uma nova linha de motos a qual denominou Paso.